# Uberella vitrea
Uberella vitrea är en snäckart som först beskrevs av Hutton 1873.  Uberella vitrea ingår i släktet Uberella och familjen borrsnäckor. Inga underarter finns listade i Catalogue of Life.